# マレフィセント2
『マレフィセント2』（原題：Maleficent: Mistress of Evil）は、2019年制作のアメリカ合衆国のファンタジー映画。
「眠れる森の美女」の悪役マレフィセントを主人公にしたファンタジー映画『マレフィセント』の続編。

## あらすじ
妖精たちの国ムーア。夜の闇にまぎれ、人間たちが妖精をつかまえにやってくる。それに気づいたマレフィセントが何人かを退治するが、妖精ひとりと精霊の花一輪が奪われてしまった。そしてそれは、密かにどこかの城へと持ち込まれたのであった。
翌朝、ムーアの女王であるオーロラは、妖精たちのいたずらで取り上げられてしまったティアラを追いかけて森の中を走り回る。するとそこへ、アルステッド国の王子フィリップがやって来て、フィリップはそこでオーロラに求婚する。妖精たちはフィリップのプロポーズに協力するため、オーロラにいたずらをしていたのであった。
オーロラがフィリップのプロポーズを受け入れると、フィリップや妖精たちは大喜び。オーロラはフィリップからのプロポーズを受け入れたことをマレフィセントに報告するが、マレフィセントは人間との結婚をよく思ってはいなかった。マレフィセントは、オーロラ以外の人間を信用できないからであった。しかし、愛するオーロラのため、渋々結婚を承諾するのだった。
一方、アルステッドの国では、ジョン国王とイングリス王妃がフィリップ王子の結婚を喜んでいた。ジョン国王はフィリップ同様、妖精との友好関係を望んでいるが、イングリス王妃は実は妖精のことを憎んでおり、密かに城の地下深くで戦争のための武器、妖精の弱点である鉄の弾を作らせていた。

ある日、オーロラたちはアルステッドの城での晩餐会に招かれ、両家の顔合わせが行われた。そこでイングリス王妃は、オーロラの亡き父ステファン王の死についてマレフィセントに質問していく。祝いの席にそぐわない話題の数々。王妃は明らかにマレフィセントを怒らせようとしていたのであった。そしてついにマレフィセントは怒りをあらわにし、オーロラの制止も聞かずに魔法を使ってしまう。
室内はめちゃくちゃになり、ジョン国王は呪いをかけられ意識を失う。すぐに呪いを解くようマレフィセントに迫るオーロラだったが、呪いをかけたのは自分ではないとマレフィセントは主張するも信じてもらえず。オーロラの困惑した顔に耐えられず、マレフィセントは窓から飛び去ってしまう。しかし、その体めがけてイングリス王妃の部下ゲルダが鉄の弾を撃ち込む。鉄は妖精の弱点。被弾したマレフィセントは海に落下してしまう。
そのマレフィセントを助けたのは、同じ闇の妖精のコナルだった。人間の近づかない孤島で、たくさんの闇の妖精たちが暮らしていた。そこでマレフィセントは傷を癒やしつつ、島にはコナルのように人間との平和を望む者と、ボーラという屈強なリーダー率いる好戦的な者たちがいることを知る。そしてコナルによって、自分が最強の「不死鳥の末裔」だということを知るのだった。
その頃、アルステッドの城の地下では、イングリス王妃が大量の鉄の弾を作らせていた。また地下の秘密の研究室では、妖精を消してしまう赤い粉が開発され、それをつくるために必要な精霊の花を採取するため、城の兵士たちがムーアの森に向かっていく。
異変に気づいたマレフィセントが森へ飛んでくると、既に精霊の花は取り尽くされ、待ち構えていた兵士たちが鉄の弾を撃ち放つ。そこへ立ち塞がったのはコナルだった。倒れたコナルを守るためにマレフィセントはイバラを出現させ、コナルとともにやってきたボーラは兵士たちを退治。そして二人でコナルを闇の妖精たちが暮らす島へと連れ帰った。

オーロラは、眠ってしまったジョン国王の呪いを解く方法がないかと城の中を探し回る。吸い寄せられるように地下にある秘密の研究室へとやってきたオーロラは、そこでかつて自分に呪いをかけた糸車を発見。そして、今回の呪いはマレフィセントではなく、イングリス王妃によってかけられたものだということに気付く。
そのイングリス王妃に協力して赤い粉を作っていたのは、羽をもがれた妖精だった。その研究室には、多くの小さい妖精たちが瓶に入れられ、実験材料にされていた。オーロラは妖精たちを助けようとするが、イングリス王妃によって捕らえられ、部屋に閉じ込められてしまう。
遂にイングリス王妃による恐ろしい計画が動き出す。
まず、結婚式に招待すると偽って、ムーアの妖精たちを城の聖堂へと案内。しかし聖堂に集められたのは妖精たちのみで、聖堂の中に閉じ込められてしまう。聖堂のパイプオルガンには、妖精を消してしまう赤い粉が噴出するよう細工がされており、また、高い城壁の上の砲台にも赤い粉がつまった爆弾が準備されていた。
オーロラは機転を利かせて部屋から脱出し、フィリップに妖精たちの危機を知らせる。仲間のカラス、ディアヴァルと合流して聖堂に向かうが重く閉ざされた扉を開けることができず、中では赤い粉を浴びた妖精たちが魔力を失い、木や花などの元の姿に変えられてしまう。
一方、ボーラに率いられた闇の妖精たちは城を目指して飛んでいくが、イングリス王妃の合図で発射された赤い粉によって次々と消滅し、撤退を余儀なくされる。それでも体制を立て直し、城壁に沿って下から急上昇する戦法で挑むが苦戦を強いられてしまう。

そこへマレフィセントが登場。強大な魔力でアルスタッドの兵士たちを圧倒するマレフィセントはついに、陣頭指揮をとるイングリス王妃の前に降り立つ。その間にマレフィセントの魔法で巨大な熊に姿を変えたディアヴァルによって聖堂の扉は解放され、閉じ込められていた妖精たちは一斉に逃げ出す。
マレフィセントとイングリス王妃が対峙するその塔へ、オーロラもやってくる。マレフィセントを疑ってしまったことを詫び、オーロラとマレフィセントは和解。しかし、後ろからイングリス王妃が矢を放つ。オーロラを庇いマレフィセントは矢を受け、その場で消滅。マレフィセントを失ったオーロラは泣き崩れる。
オーロラの流した涙がマレフィセントの残骸に落ちる。すると、マレフィセントの残骸が渦を巻き始め、やがてそれは大きな不死鳥となって復活。イングリス王妃は自分が助かるために、オーロラを塔から突き落とす。不死鳥はすぐさま後を追い、間一髪オーロラを助ける。
フィリップの呼びかけで無益な戦いは終わる。不死鳥はマレフィセントに姿を戻し、糸車の呪いを消滅させ、呪いの解けたジョン国王は無事に目を覚ます。逃げたイングリス王妃はボーラたちに捕らえられ、マレフィセントの魔法によってヤギに姿を変えられてしまう。
魔法で花いっぱいに満たされた城の庭では、改めてフィリップとオーロラの結婚式を行い、人も妖精も関係なく、祝福の笑顔があふれていた。

## キャスト
※括弧内は日本語吹替。
- マレフィセント - アンジェリーナ・ジョリー（深見梨加）
- オーロラ姫 - エル・ファニング（上戸彩）
- イングリス王妃 - ミシェル・ファイファー[7][8]（五十嵐麗）
- コナル - キウェテル・イジョフォー（竹田雅則）
- ディアヴァル - サム・ライリー（阪口周平）
- ボーラ - エド・スクライン[9][10]（星野貴紀）
- フィリップ王子 - ハリス・ディキンソン（小野賢章）
- ノットグラス - イメルダ・スタウントン（福田彩乃）
- シスルウィット - ジュノー・テンプル（福田彩乃）
- フリットル - レスリー・マンヴィル（福田彩乃）
- ジョン王 - ロバート・リンゼイ（英語版）（内田直哉）
- リックスピットル - ワーウィック・デイヴィス（魚建）
- ゲルダ - ジェン・マーリー（英語版）（永宝千晶）
- パーシヴァル - デヴィッド・ジャーシー（伊藤健太郎）
- シュライク - ジュディス・シェコーニ（英語版）（鷄冠井美智子）
- ウド - MIYAVI（MIYAVI）
- ヨン・カリュー

その他声の出演：泉裕子、長谷川敦央、山本満太、前田一世、唐沢龍之介、松枝裕香、内野孝聡、伊沢磨紀、越後屋コースケ、荻野葉月、木村隼人、露木徳幸、中島智彦、裕樹、藤高智大、堀総士郎、水間友美、吉富英治、米倉希代子、米田えん